# Prosopocera muchei
Prosopocera muchei là một loài bọ cánh cứng trong họ Cerambycidae.